# Дом на Смърт
Във вселената описана от Тери Пратчет в неговите романи от поредицата „Светът на диска“ Домът на Смърт се намира в отделно измерение спрямо самия свят на диска. В това измерение всичко е създадено от въображението на Смърт, а самата къща се обитава от Смърт, осиновената му дъщеря Изабел и Албърт. В къщата и около нея преобладаващите цветове са черното, както и много тъмните нюанси на синьото и моравото, които често също клонят към черно. Изключение правят единствено белите предметите с цвят на кости.
Къщата на Смърт не е с пропорционални размери отвън и отвътре. Отвън къщата му е описана като малка и обикновена на вид, но отвътре е описана като изключително голяма или дори безкрайна. Освен обичайните помещения в къщата се има и Стая за животомерите и Библиотека за книгите, описващи живота на хората. Веднъж Смърт сложи и класове с жито(Жътварят).